# Puttelange-aux-Lacs
Puttelange-aux-Lacs (Duits: Püttlingen am See )  is een gemeente in het Franse departement Moselle (regio Grand Est). De plaats maakt deel uit van het arrondissement Sarreguemines. Puttelange-aux-Lacs telde op 1 januari 2022 3.058 inwoners. In deze plaats bevond zich eerder een balije van de Orde van Malta.

## Geografie
De oppervlakte van Puttelange-aux-Lacs bedroeg op 1 januari 2022 16,66 vierkante kilometer; de bevolkingsdichtheid was toen 183,6 inwoners per km².

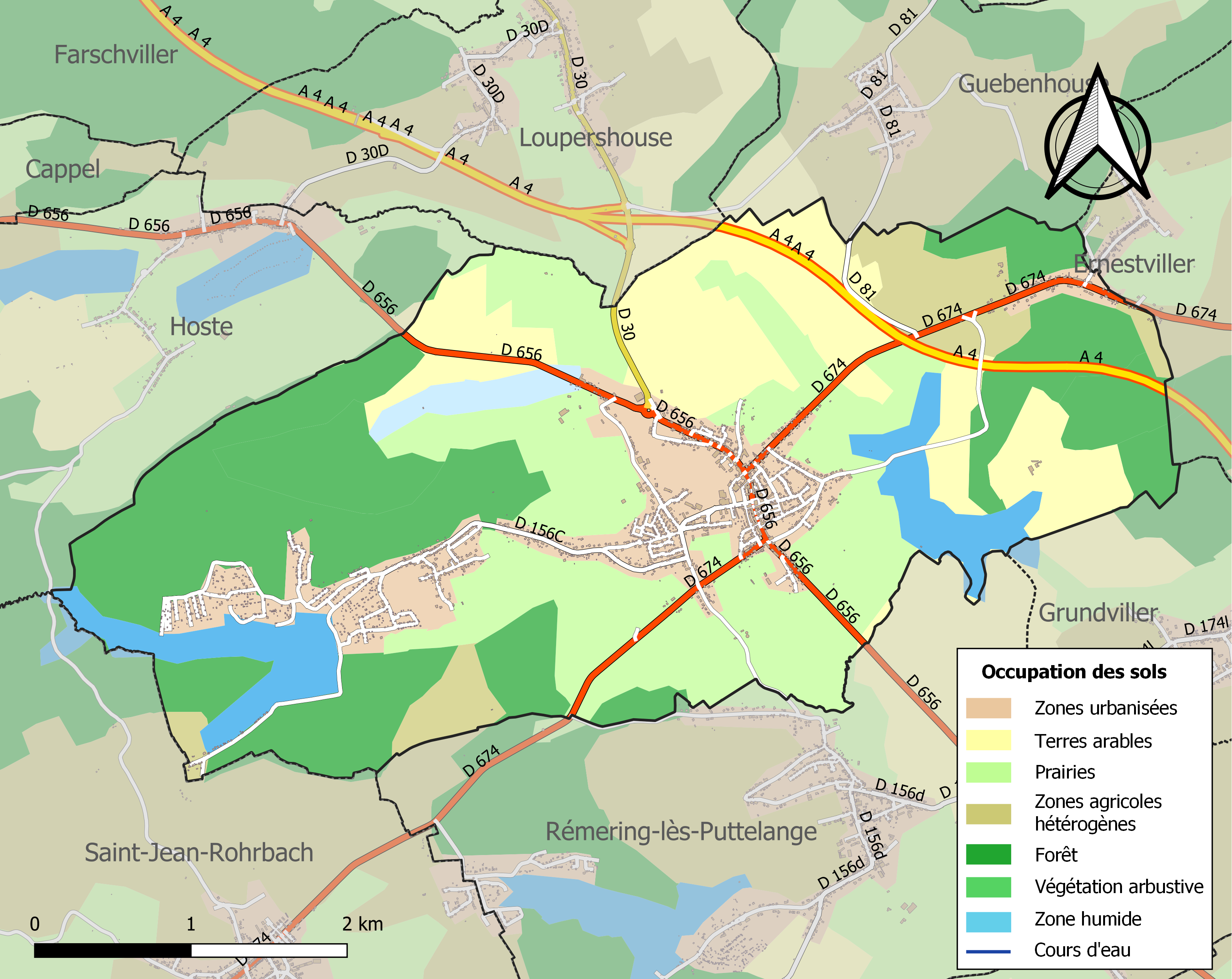
Kaart van de gemeente met de belangrijkste infrastructuur, bodemgebruik en omliggende gemeenten

## Demografie
Onderstaande figuur toont het verloop van het inwonertal (bron: INSEE-tellingen).